# Sarnowice
Sarnowice (deutsch Sarlowitz, 1936–1945 Stranddorf) ist ein Stadtteil von Otmuchów im Powiat Nyski in der Woiwodschaft Opole in Polen.

## Geographie

### Geographische Lage
Das Straßendorf Sarnowice liegt im Südwesten der historischen Region Oberschlesien. Der Ort liegt etwa zwei Kilometer nordwestlich der Stadt Otmuchów.
Sarnowice liegt in der Nizina Śląska (Schlesische Tiefebene) innerhalb der Dolina Nysy Kłodzkiej (Glatzer Neiße-Tal). Das Dorf liegt am nördlichen Ufer des Jezioro Otmuchowskie (Ottmachauer Stausee), ein Stausee der Glatzer Neiße. Südlich des Dorfes liegt die Bahnstrecke Nysa–Kamieniec sowie östlich die stillgelegte Bahnstrecke Otmuchów–Przeworno.

### Nachbarorte
Nachbarorte von Sarnowice sind im Westen Ligota Wielka (Ellguth), im Norden Maciejowice (Matzwotz) und im Südosten die Stadt Otmuchów (Ottmachau).

## Geschichte
Der Ort wurde 1293 erstmals urkundlich als Sernowniz erwähnt. In dem Werk Liber fundationis episcopatus Vratislaviensis aus den Jahren 1295–1305 wird der Ort als Sarnowiczi erwähnt. Für das Jahr 1363 ist die Ortsbezeichnung Sarnowicz überliefert.
Nach dem Ersten Schlesischen Krieg 1742 fiel Sarlowitz mit dem größten Teil Schlesiens an Preußen.
Nach der Neuorganisation der Provinz Schlesien gehörte die Landgemeinde Sarlowitz ab 1816 zum Landkreis Grottkau im Regierungsbezirk Oppeln. 1845 bestanden im Dorf eine Betkapelle, zwei Schmieden  sowie 61 weitere Häuser. Im gleichen Jahr lebten in Sarlowitz 293 Menschen, allesamt katholisch. 1855 lebten 363 Menschen in Sarlowitz. 1865 bestanden im Ort neun Bauern-, 23 Gärtner- und 14 Häuslerstellen. Eingeschult waren die Bewohner nach Ellguth. 1874 wurde der Amtsbezirk Ellguth errichtet, zu dem die Landgemeinden Ellguth, Gräditz, Matzwitz und Sarlowitz und den Gutsbezirken Ellguth, Gräditz und Matzwitz gehörten. 1885 zählte Sarlowitz 348 Einwohner.
1925 lebten in Sarlowitz 311 Menschen. Zwischen 1928 und 1933 wurde der Ottmachauer Stausee, südlich des Dorfes, angelegt. Sarlowitz wurde am 1. April 1935 in die Stadt Ottmachau eingemeindet. 1936 wurde der Ortsname in Stranddorf geändert. Bis Kriegsende 1945 gehörte der Ort als Stadtteil von Ottmachau zum Landkreis Grottkau.
Als Folge des Zweiten Weltkriegs fiel Stranddorf 1945 wie der größte Teil Schlesiens unter polnische Verwaltung. Nachfolgend wurde es in Sarnowice umbenannt und der Woiwodschaft Schlesien angeschlossen. Die deutsche Bevölkerung wurde weitgehend vertrieben. 1950 wurde es der Woiwodschaft Oppeln eingegliedert. 1999 kam der Ort zum wiedergegründeten Powiat Nyski. Am 1. Januar 2018 wurde Sarnowice in die Stadt Otmuchow eingemeindet.

## Sehenswürdigkeiten
- Maria-Rosenkranzkönigin-Kapelle
- Steinerne Wegekapelle mit Marienstatue
- Steinerne Wegekapelle mit Jesusstatue
- Feuerwehrhaus